# Contribution annuelle représentative du droit de bail et contribution additionnelle
La contribution annuelle représentative du droit de bail (CRDB) et la contribution additionnelle à la contribution annuelle représentative du droit de bail (CACRDB) sont des taxes locatives dues par les bailleurs qui ont été appliquées en France du 1er janvier 1998 au 31 décembre 2000.
Elles ont respectivement remplacé :
- le droit de bail qui s'élevait à 2,5 % de l'ensemble des loyers perçus annuellement entre le 1er octobre et le 30 septembre ;
- la taxe additionnelle au droit de bail (TADB) qui s'élevait à 2,5 % des loyers perçus annuellement entre le 1er octobre et le 30 septembre pour les immeubles de plus de 15 ans.

Les bases de calcul sont restées les mêmes, et ont juste été recalées sur des années civiles, ce qui a conduit à une double imposition des bailleurs sur les 9 premiers mois de 1998. Les bailleurs pouvaient (et peuvent encore) réclamer le remboursement de la taxe additionnelle au droit de bail, l’année de la cessation ou de l’interruption de la location du local correspondant,.
La contribution annuelle représentative du droit de bail (CRDB) a été supprimée à effet du 1er janvier 2001.
La contribution additionnelle à la contribution annuelle représentative du droit de bail (CACRDB) alimentait notamment l'Agence nationale de l'habitat (ANAH). Elle a été remplacée à effet du 1er janvier 2001 par une contribution autonome sur les revenus des immeubles achevés depuis quinze ans au moins, dénommée contribution sur les revenus locatifs (CRL).